# Leonora Carrington
Leonora Carrington (Clayton-le-Woods, 6 april 1917 – Mexico-Stad, 25 mei 2011) was een Mexicaans kunstenaar en schrijver van Britse afkomst. Ze hield zich vooral bezig met surrealistische kunst.

## Biografie
Carrington werd geboren in Clayton-le-Woods. Haar vader was een rijke textielfabrikant. Haar moeder was van Ierse afkomst. Ze had in haar jeugd ook een Iers kindermeisje, Mary Cavanaugh. Verder had ze drie broers.
Carrington kreeg vooral les van gouvernantes, nonnen en privéleraren, omdat ze vanwege haar rebelse houding tweemaal van een school werd gestuurd. Haar vader was erop tegen dat ze kunstenaar wilde worden. In Londen studeerde ze aan de Chelsea School of Art en de academie van Amédée Ozenfant. In 1927 maakte ze op 10-jarige leeftijd haar eerste surrealistische schilderij.
In 1936 kwam Carrington in contact met kunstenaar Max Ernst, tijdens de International Surrealist Exhibition in Londen. De twee vertrokken samen naar Parijs, waar Ernst scheidde van zijn vrouw. In 1938 vertrokken Carrington en Ernst naar Saint-Martin-d'Ardèche in het zuiden van Frankrijk. Toen de Tweede Wereldoorlog uitbrak werden beiden opgepakt door de Franse autoriteiten als 'ongewenste vreemdelingen'. Mede door tussenkomst van Paul Éluard en enkele kennissen van Ernst uit Amerika (waaronder journalist Varian Fry) werden ze na een paar weken vrijgelaten.
Toen Frankrijk werd veroverd door nazi-Duitsland, werd Ernst opnieuw gearresteerd; ditmaal door de Gestapo. Hij wist te ontsnappen en met hulp van Peggy Guggenheim naar Amerika te vluchten. Carrington zelf was na Ernsts tweede arrestatie naar Spanje gevlucht en wist daar de Britse ambassade te bereiken. Haar ouders lieten haar hier ophalen en in een kliniek opnemen vanwege de depressie die ze had opgelopen door het verlies van Ernst. Ze kreeg onder andere een behandeling met cardiazol. Na te zijn toevertrouwd aan de zorg van een zuster, die haar meenam naar Lissabon, vluchtte Carrington naar de Mexicaanse ambassade. Hier wist ze diplomaat Renato Leduc, een vriend van Pablo Picasso, over te halen haar mee te nemen naar Mexico. Carringtons ervaringen uit deze periode hebben haar werk sterk beïnvloed.
Na in de jaren 60 nog een tijdje in New York te hebben gewoond, vestigde Carrington zich uiteindelijk definitief in Mexico. Ze werd nooit herenigd met Ernst en trouwde uiteindelijk met Emericko Weisz. Samen kregen ze twee kinderen: Gabriel Weisz en Pablo Weisz.
Carrington stierf op 25 mei 2011 in een ziekenhuis in Mexico-Stad aan de gevolgen van een longontsteking.

## Werk
De eerste grote tentoonstelling van Carringtons werk vond plaats in 1947, in de Pierre Matisse Gallery in New York. Ze was de enige vrouwelijke Britse schilder die haar werk hier tentoonstelde. Ze werd door de tentoonstelling in een klap beroemd. De tentoonstelling werd mede geregeld door Edward James.
In Mexico besloot ze zich ook bezig te gaan houden met schrijven.
De eerste grote tentoonstelling van haar werk in het Verenigd Koninkrijk in 20 jaar tijd, vond plaats van 17 juni tot 12 september 2010.
Carrington was in haar periode een van de laatste nog levende surrealistische schilders.
Haar schilderij Juggler werd in 2005 verkocht voor $713.000, destijds een record voor werk van een levende surrealistische schilder op een veiling.

## Boeken
Door Carrington
- La Maison de la Peur (1938) – met illustraties van Max Ernst
- Une chemise de nuit de flanelle (1951)
- El Mundo Magico de Los Mayas (Museo Nacional de Antropología, 1964) - illustraties van Leonora Carrington.
- The Oval Lady: Surreal Stories (Capra Press, 1975)
- The Hearing Trumpet (Routledge, 1976)
- The Stone Door (New York: St. Martin's Press, 1977)
- The Seventh Horse and Other Tales (Dutton, 1988)
- The House of Fear (Trans. K. Talbot and M. Warner. New York: E. P. Dutton, 1988)
- Down Below (Chicago, Black Swan Press, 1972; vernieuwde editie in 1988)

Over Carrington
- Alejandro Jodorowsky. The Spiritual Journey Of Alejandro Jodorowsky (2008).
- Elena Poniatowska. Leonora (2011)